# LDraw

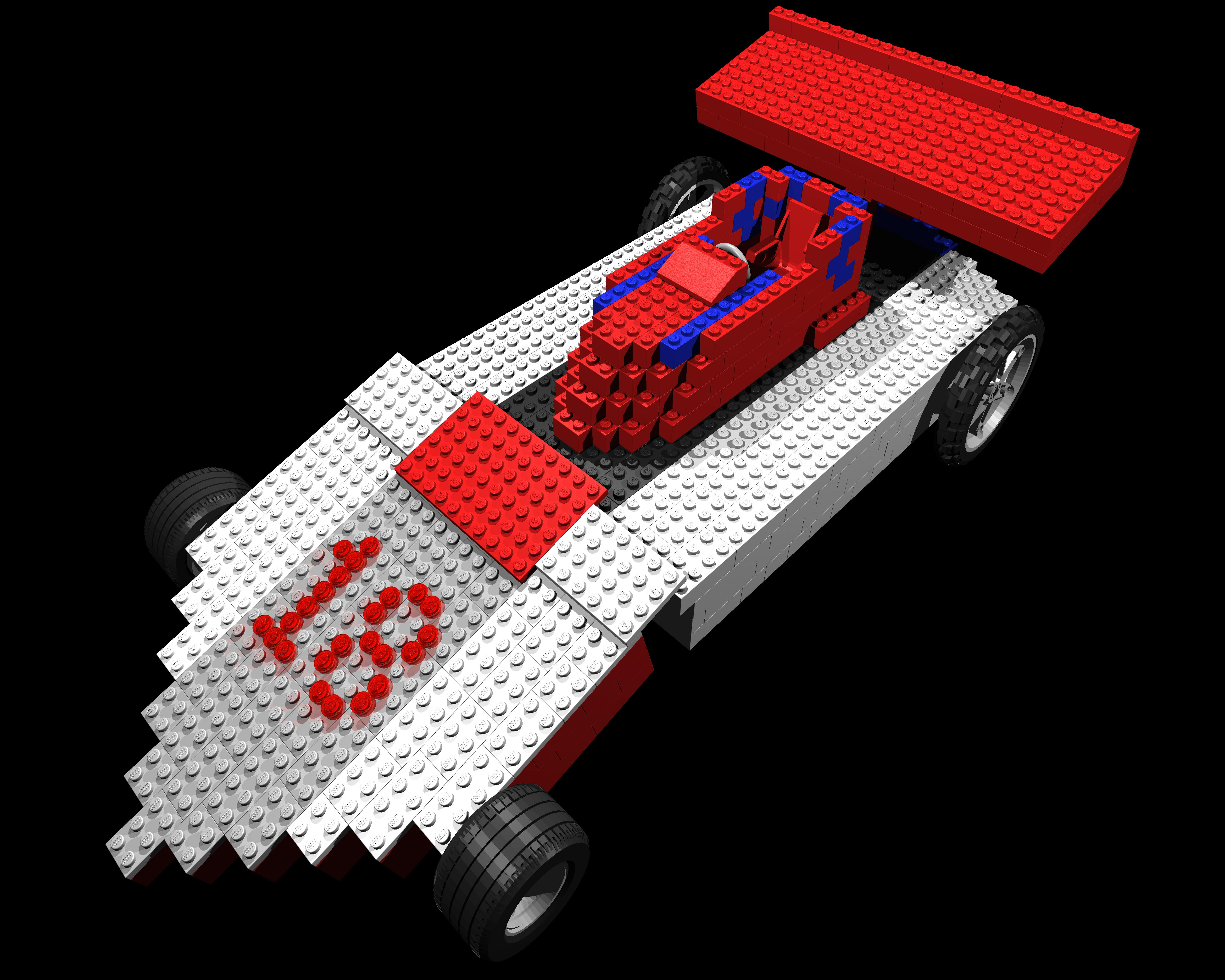
Un modello creato con LDraw

LDraw è un diffuso sistema di strumenti free software per modellare costruzioni LEGO in tre dimensioni. Il programma originale e il formato di file furono scritti da James Jessiman, che ha anche modellato molti dei pezzi originali nella libreria, parte centrale del programma. Nel 1997, James morì. Da allora, furono scritti molti programmi che utilizzano la libreria di pezzi di LDraw e il formato di file. I modelli costruiti in LDraw vengono spesso resi in 3D con POV-Ray, un programma di rendering gratuito.
Il formato di LDraw può dividere il modello in "passi", in maniera da poter incorporare le istruzioni di montaggio, e permette anche di ruotare il modello o i pezzi ad ogni "passo". LDraw permette anche di usare i modelli come pezzi in modo da facilitare la costruzione.

## Modellazione

MLCad sotto wine, con il modello LEGO 6525.

È possibile, anche se molto difficile, generare costruzioni LEGO semplicemente scrivendo il numero di ogni pezzo e la posizione. Di solito, si ricorre ai seguenti strumenti per mettere insieme i pezzi:
- MLCad, un editor a proiezioni ortogonali con procedure guidate per creare omini, tubi flessibili, cinghie e molle. È disponibile per Microsoft Windows ma gira bene anche sotto WINE
- LeoCAD, un editor con camera prospettica. È disponibile per Microsoft Windows e GNU/Linux
- ldraw and ledit sono i programmi originali per MS-DOS scritti da James Jessiman, il creatore dello standard. Non sono aggiornati dal 1997 e sono considerati obsoleti.
- LDraw-mode è un mode per Emacs per modificare in maniera testuale i file LDraw
- Bricksmith è un editor grafico con visuale 3D disponibile soltanto per Mac MacOS

Il sito di LDraw contiene una lista più completa, con recensioni e, in qualche caso, programmi di installazione scaricabili.

## Visualizzazione
- L3Lab, un veloce visualizzatore a proiezioni ortogonali, disponibile per Microsoft Windows
- LDLite, un visualizzatore prospettico un po' più lento, che vanta riflessione speculare e una visualizzazione migliore. Gira su Microsoft Windows
- LDView, un programma accelerato da  OpenGL, simile a LDLite, per Microsoft Windows e GNU/Linux
- Ldglite, un programma OpenGL Opeen Source simile a LDLite, per Microsoft Windows, GNU/Linux e Mac OS

## Conversione
- L2P e L3P, due programmi indipendenti (anche se con nomi simili) che convertono i file LDraw in file renderizzabili con POV-Ray. Entrambi usano la LGEO library di Lutz Uhlmann, che contiene i pezzi della libreria LDraw convertiti in pezzi renderizzabili, per renderli in maniera migliore. Girano sotto MS-DOS e Linux.
- LDraw2LWS è un programma per Microsoft Windows che converte i file LDraw in "Lightwave Objects" e "Lightwave Scenes".
- Ld2vr converte i file LDraw in VRML. Utilizza Java, quindi gira su quasi qualunque sistema operativo.